# BAD APPLE WARS
『BAD APPLE WARS』（バッドアップルウォーズ）は、オトメイトより2015年11月19日に発売されたPlayStation Vita用ソフト。

## ストーリー
入学式の日に事故に遭ったリンカは、気が付くと見知らぬ学園の敷地内に立っていた。そこはオチコボレの魂たちが通う死後の学園・NEVAEH（ネヴァー）学園。この学園では、校則を守りイイ子にさえしてればどんなにオチコボレの魂もやがて卒業＝人生ヤリナオシできるという。ウサギ頭を被った怪しげな男に死を告げられ夢見心地のまま入学式へと参加させられることになってしまったリンカ。しかしそこへ突如、けたたましい爆音が鳴り響く。その音を合図に始まったのは、学園に抗うワルイ子チーム・BAD APPLESと学園の風紀の番人・風紀委員による学園戦争だった。戦いの喧騒の中、リンカは赤い髪をした少年と出会う。

## キャラクター

### メインキャラクター
リンカ
本作の主人公。名前変更可能。風紀委員verかワルイ子verかを選択できる。やりたいこともなく、 まわりに流されるままに生きてきた“からっぽ”な少女。自分が周囲の人たちに比べ“からっぽ”だということに 劣等感を抱きつつもなかなか変われずにいる。
アルマ
声 - 櫻井孝宏
ワルイ子チームのリーダーをしている赤い髪をした少年。ポーカーフェイスでなにを考えているか分かりにくく 口数も少ないため怖い人に思われがちだが、その意志の強さとカリスマ性からワルイ子チームのメンバーたち皆から慕われ信頼されている。学園にやってきた際に持っていた持ちモノは『赤い糸』。
ヒガ
声 - 諏訪部順一
ワルイ子チームの一員である白い特攻服を着た大柄な少年。アルマをアニキと呼び、兄のように慕っている。ちょっと古い雰囲気の堂に入った不良少年という印象だが、彼が今のように振舞うようになったのはこの学園にやってきてからで、元々は今とは色んな意味で正反対のタイプだったらしい。ただし人相が悪いのは元から。学園にやってきた際に持っていた持ちモノは『白球』。
シキシマ
声 - 石田彰
ワルイ子でもイイ子でも風紀委員でもないカワッタ子と呼ばれる立ち位置でいつも一人穏やかに絵を描き続けている少年。神出鬼没で学園のありとあらゆるところに出没する。その立ち位置同様その言動もまたかなり変わっている。学園にやってきた際に持っていた持ちモノは『スケッチブック』。
サトル
声 - 花江夏樹
リンカと一緒に学園に入学した少年。重度の勉強ノイローゼで、学園にやってきてからもここがどういう場所なのか自分がどうなったのかなど気にもせずにとにかく勉強し続けている。学園にやってきた際に持っていた持ちモノは『勉強道具』。
白髪の風紀委員
声 - 立花慎之介
風紀委員の一人である白髪の少年。他の風紀委員と同じく仮面で顔を隠し、風紀委員専用の特殊制服に身を包んでいる。その言動からはまるで機械や人形でもあるかのように感情が感じられない。先生に与えられた風紀委員専用の特殊な武器である『定規』を手に、ワルイ子たちの前に立ちはだかる。

### サブキャラクター
ウサギ先生
声 - 杉田智和
ガスマスク先生
声 - 遊佐浩二
バケツ先生
声 - 三木眞一郎
ナラカ
声 - 皆川純子
エニシ
声 - 嵜本正和
サンズ
声 - 小澤亜李
ヨウ
声 - 神原大地

## 主題歌
オープニングテーマ「Mirror, Mirror」
作詞・歌 - ナノ / 作曲・編曲 - WEST GROUD
エンディングテーマ「Cross」
作詞 - ezora / 作曲・編曲 - WEST GROUD / 歌 - 西沢幸奏